# 2013 en football
Cet article présente les faits marquants de l'année 2013 en football.

## Chronologie mensuelle

### Janvier
- 5 janvier : Coupe de France, 32es de finale : grosse surprise avec l'élimination du Stade de Reims (Ligue 1) par le Stade plabennécois (CFA)[1].
- 6 janvier : Coupe de France, 32es de finale : nouvelle sensation, avec le club d'Épinal (National) qui sort l'Olympique lyonnais (leader de la Ligue 1) aux tirs au but[2]. À noter également la qualification de l'Avenir Foot Lozère (club de 7e division), qui élimine Arles-Avignon (Ligue 2)[3].
- 7 janvier : Lionel Messi reçoit le Ballon d'or 2012 et devient le premier joueur de l'histoire à remporter quatre fois cette récompense[4].
- 11 janvier : Championnat de France : le Sporting Club de Bastia se voit infliger un retrait de deux points avec sursis et une suspension de trois matches de son stade, à la suite d'incidents survenus face à Valenciennes, Lille et Marseille[5].
- 16 janvier : le Bayern Munich annonce l'arrivée de Pep Guardiola au poste d'entraîneur à partir de juin 2013[6]. Il touchera un salaire de 17 millions d'euros annuel ce qui en fera l'entraîneur le mieux payé au monde.
- 18 janvier : 18e journée de Bundesliga : à noter le prolifique match entre Schalke 04 et Hanovre (5-4)[7].
- 19 janvier : ouverture de la Coupe d'Afrique des nations 2013 qui se déroule en Afrique du Sud. En match inaugural, le pays organisateur réalise un match nul (0-0) face à l'équipe du Cap-Vert[8].
- 20 janvier : 
  - 23e journée de Premier League : à Stamford Bridge, Chelsea s'impose 2-1 sur le club d'Arsenal[9].
  - 20e journée de Championnat d'Espagne : large victoire du Real Madrid sur la pelouse du Valence CF (0-5), avec un but de Gonzalo Higuaín, un doublé de Di María et un doublé de Cristiano Ronaldo[10].
- 22 janvier : Coupe de la Ligue anglaise, demi-finale : nouvelle surprise avec le club de Bradford (D4) qui élimine l'équipe d'Aston Villa (D1). Bradford est qualifié pour la finale[11].
- 27 janvier : 21e journée du Championnat d'Espagne : large victoire du FC Barcelone face au club d'Osasuna (5-1)[12]. Lionel Messi inscrit 4 buts et devient par la même occasion le plus jeune joueur à dépasser le cap des 200 buts en championnat[13].
- 31 janvier : le footballeur anglais David Beckham signe un contrat de 5 mois avec le Paris Saint-Germain. L'intégralité du salaire qu'il touchera au PSG sera reversé à des associations caritatives[14].

### Février
- 2 février : 22e journée du Championnat d'Espagne : défaite du Real Madrid en Andalousie face à Grenade (0-1), avec un but contre son camp de Cristiano Ronaldo[15].
- 6 février : la Fédération française de football organise un match amical entre la France et l'Allemagne, dans le cadre du 50e anniversaire du traité de l'Élysée[16].
- 10 février : le Nigeria remporte la Coupe d'Afrique des nations (CAN) qui se déroule en Afrique du Sud, en battant en finale le Burkina Faso (1-0)[17]. C'est la troisième Coupe d'Afrique remportée par le Nigeria[18]. L'équipe du Mali se classe 3e de la compétition en battant le Ghana[19].
- 12 février : Ligue des champions de l'UEFA, huitièmes de finale aller : l'équipe italienne de la Juventus s'impose 3-0 sur la pelouse du Celtic Glasgow[20]. En parallèle, le Paris Saint-Germain l'emporte 2-1 sur le terrain du Valence CF[21].
- 13 février : Ligue des champions de l'UEFA, huitièmes de finale aller : dans l'enceinte de la Donbass Arena, match nul (2-2) entre le Shakhtar Donetsk et le Borussia Dortmund[22]. Dans le même temps, le club anglais de Manchester United fait lui aussi match nul (1-1) sur la pelouse du Real Madrid[23].
- 19 février : Ligue des champions de l'UEFA, huitièmes de finale aller : le Bayern Munich s'impose 3-1 sur la pelouse d'Arsenal[24]. Dans le même temps, le FC Porto bat 1-0 le club de Malaga à l'Estádio do Dragão[25].
- 20 février : Ligue des champions de l'UEFA, huitièmes de finale aller : le club allemand de Schalke 04 et tenu en échec (1-1) sur la pelouse de l'équipe turque de Galatasaray[26]. En parallèle, à San Siro, l'AC Milan s'impose 2-0 sur le FC Barcelone[27].
- 23 février : 23e journée de Bundesliga : à noter la très large victoire du Bayern Munich sur le Werder de Brême (6-1)[28].
- 24 février : Swansea City AFC remporte pour la 1er fois la Capital One Cup à Wembley en s'imposant face au Bradford City AFC sur le large score de 5 a 0[29]. Avec cette victoire le club de Swansea se qualifie pour le  3e tour de qualification de la Ligue Europa.
- 26 février : le Real Madrid élimine le FC Barcelone  lors des demi-finales de la Coupe du Roi en s'imposant 3-1 au Camp Nou, grâce notamment à un doublé de Cristiano Ronaldo[30].

### Mars
- 5 mars : Ligue des champions de l'UEFA, huitièmes de finale retour : le Real Madrid s'impose 1-2 sur la pelouse de Manchester United et obtient son billet pour les quarts de finale[31]. À noter, lors de ce match, l'expulsion du joueur mancuien Nani[32]. Dans le même temps, le Borussia Dortmund se qualifie en battant 3-0 le club ukrainien du Shakhtar Donetsk[33].
- 6 mars : Ligue des champions de l'UEFA, huitièmes de finale retour : au Parc des Princes, le Paris Saint-Germain fait match nul (1-1) face au FC Valence, et obtient son billet pour le tour suivant[34]. En parallèle, la Juventus de Turin se qualifie en battant sur le score de 2-0 l'équipe écossaise du Celtic Glasgow[35].
- 7 mars : Le footballeur français Valentin Eysseric est suspendu 11 matchs par la commission de discipline de la LFP, à la suite d'un tacle assassin sur Jérémy Clément[36].
- 12 mars : Ligue des champions de l'UEFA, huitièmes de finale retour : Le FC Barcelone se qualifie pour les quarts de finale en l'emportant 4 à 0 sur l'AC Milan, avec notamment deux buts de Lionel Messi[37]. C'est la première fois dans l'histoire de la Ligue des champions qu'une équipe parvient à se qualifier malgré une défaite 2-0 obtenue lors du match aller[38]. Dans le même temps, Galatasaray se qualifie en s'imposant 2-3 sur la pelouse de Schalke 04[39].
- 13 mars : Ligue des champions de l'UEFA, huitièmes de finale retour : Le club londonien d'Arsenal s'impose 2-0 sur la pelouse du Bayern Munich, mais cela reste insuffisant pour se qualifier pour le tour suivant[40]. Dans l'autre match, l'équipe espagnole de Malaga l'emporte 2-0 sur le FC Porto, se qualifiant par la même occasion pour les quarts de finale[41].

### Avril
- 2 avril : Ligue des champions de l'UEFA, quarts de finale aller : au Parc des Princes, le Paris Saint-Germain fait match nul (2-2) face au FC Barcelone[42]. En parallèle, le Bayern Munich s'impose 2-0 sur la Juventus de Turin à l'Allianz Arena[43].
- 3 avril : Ligue des champions de l'UEFA, quarts de finale aller : match nul (0-0) entre Malaga et Dortmund[44]. Dans le même temps, le Real Madrid l'emporte 3-0 sur l'équipe turque de Galatasaray[45].
- 6 avril : le Racing Club de Strasbourg bat le record d'affluence de CFA, quatrième division française de football avec 20 022 supporters qui se rendent au stade de la Meinau.
- 7 avril : le Bayern Munich est sacré champion d'Allemagne à six journées de la fin du championnat. Le Bayern devient par la même occasion le champion le plus précoce de l’histoire de la Bundesliga[46].
- 9 avril : Ligue des champions de l'UEFA, quarts de finale retour : match nul du Paris Saint-Germain (1-1) sur la pelouse du FC Barcelone. Le Barça est qualifié grâce à la règle des buts marqués à l'extérieur[47]. Dans le même temps, le Bayern Munich se qualifie en battant la Juve (0-2) sur son terrain[48].
- 10 avril : Ligue des champions de l'UEFA, quarts de finale retour : qualification de Dortmund qui l'emporte 3-2 sur le club espagnol de Malaga[49]. Dans le même temps, qualification du Real Madrid malgré une défaite (3-2) sur le terrain de Galatasaray[50].
- 20 avril : l'AS Saint-Étienne remporte la Coupe de la Ligue en battant le Stade rennais (1-0), grâce à un but de Brandão. Il s'agit du premier trophée remporté par les Verts depuis l'année 1981[51].
- 22 avril : Jean Fernandez devient le nouvel entraîneur de Montpellier pour la saison 2013-2014[52].
- 23 avril : 
  - Manchester United est sacré champion d'Angleterre en battant Aston Villa (3-0), avec un triplé de Robin van Persie. C'est le 20e titre de l'histoire des Red Devils[53].
  - Le Bayern Munich annonce l'arrivée prochaine de Mario Götze, attaquant du Borussia Dortmund. Le transfert est estimé à 37 millions d'euros[54].
  - Ligue des champions de l'UEFA, demi-finale aller : le Bayern Munich s'impose 4-0 sur le FC Barcelone, avec notamment deux buts de Thomas Müller[55].
- 24 avril : 
  - Ligue des champions de l'UEFA, demi-finale aller : le Borussia Dortmund s'impose 4-1 sur le Real Madrid, avec un quadruplé de l'attaquant polonais Robert Lewandowski[56].
  - À l'Estadio Corona de Torreón Le Santos Laguna et le club de Los Rayados de Monterrey ne peuvent faire mieux qu'un match nul 0 à 0 en finale aller de la Ligue des champions de la CONCACAF.

### Mai
- 1er mai : en finale retour de la Ligue des champions de la CONCACAF le club de Los Rayados de Monterrey s'impose 4 à 2 à domicile face au Santos Laguna grâce notamment à un doubler de Aldo de Nigris. Avec cette victoire c'est la 3e fois que le club de Monterrey inscrit son nom au palmarès de cette compétition.
- 9 mai : David Moyes, manager d'Everton, devient le nouvel entraîneur de Manchester United pour la saison 2013-2014. Il succède au légendaire Alex Ferguson, en poste depuis 1986[57].
- 11 mai : 
  - le FC Barcelone remporte son 22e titre de champion d'Espagne.
  - le club de Wigan Athletic remporte sa première Coupe d'Angleterre en battant en finale Manchester City.
- 12 mai : le Paris Saint-Germain remporte son 3e titre de champion de France.
- 15 mai : les Anglais de Chelsea remportent à Amsterdam la Ligue Europa en battant 2 à 1 les Portugais du Benfica Lisbonne. Cette victoire permet à Chelsea de rentrer dans le cercle très fermé des trois clubs à avoir remporté la C1 la C2 et la C3.
- 18 mai : l'Atlético Madrid bat le Real Madrid 2 à 1 (a.p.) en finale de la Coupe d'Espagne.
- 19 mai : Auckland City s'impose 2 à 1 lors de la finale de la Ligue des champions de l'OFC face à leurs compatriotes du Waitakere United. C'est le 5e titre dans cette compétition pour le club d'Auckland.
- 25 mai : le Bayern Munich remporte pour la 5e fois la Ligue des champions à Wembley en battant le Borussia Dortmund 2 à 1.
- 26 mai : 
  - Le Vitória Guimarães remporte 2 à 1 la Coupe du Portugal face au Benfica Lisbonne.
  - La Lazio s'impose 1 à 0 dans le Derby romain disputé face à l'AS Rome ce qui lui permet de remportait pour la 6e fois la Coupe d'Italie.
- 29 mai : l'Impact de Montréal remporte le Championnat canadien face au Whitecaps de Vancouver.
- 31 mai : 
  - Victoire de Bordeaux en finale de la Coupe de France contre Évian, sur le score de 3-2.
  - L'attaquant colombien Radamel Falcao quitte l'Atlético de Madrid et rejoint le club de l'AS Monaco. L'indemnité de transfert s'élève à 60 millions d'euros, ce qui constitue un record pour la Ligue 1[58].

### Juin
- 15 juin : match d'ouverture de la Coupe des confédérations 2013 entre le Brésil et le Japon. La Seleção s'impose 3 à 0.
- 30 juin : finale de la Coupe des confédérations 2013 au stade Maracanã. Le Brésil s'impose face à l'Espagne sur le score de 3-0.
- 3 juin : Neymar, rejoint le club espagnol du FC Barcelone contre la somme de 57 millions d'euros et un salaire annuel net de 7 millions d'euros.

### Juillet
- 13 juillet : la France remporte la Coupe du monde des moins de 20 ans en battant l'Uruguay 4 tirs au but à 1, ce qui lui permet de devenir la première nation au monde à avoir gagné toutes les compétitions masculines organisées par la FIFA.
- 16 juillet : l'attaquant uruguayen Edinson Cavani quitte le club de Naples et s'engage pour cinq saisons en faveur du Paris Saint-Germain. Le transfert est évalué à 64 millions d'euros, cette somme constituant un nouveau record pour le championnat français[59].
- 17 juillet : lors du match aller de la finale de la Copa Libertadores 2013 le club paraguayen de l'Olimpa s'impose 2-0 à domicile face au brésilien de l'Atlético Mineiro.
- 19 juillet : Tito Vilanova quitte son poste d'entraîneur du FC Barcelone en raison de graves ennuis de santé.
- 23 juillet : l'Argentin Gerardo Martino devient le nouvel entraîneur du FC Barcelone.
- 24 juillet : 
  - le Bayern Munich de Pep Guardiola bat 2 à 0 le FC Barcelone en match amical à Munich.
  - Lors du match retour de la finale l'Atlético Mineiro remonte les 2 buts de retard du match aller et remporte 4 tirs au but à 3 la Copa Libertadores 2013 face aux paraguayen d'Olimpia.
- 27 juillet : 
  - le Paris Saint-Germain perd 1 à 0 face au Real Madrid en match amical à Göteborg en Suède.
  - Supercoupe d'Allemagne : le Borussia Dortmund remporte le titre en battant 4 à 2 le Bayern Munich.
- 31 juillet : le Match des étoiles de la MLS a lieu au Sporting Park à Kansas City, l'équipe d'étoiles de la MLS affronte l'AS Rome. L'AS Rome s'impose 3 buts à 1.

### Août
- 3 août : le Paris Saint-Germain, Champion de France 2013, remporte le Trophée des Champions, face aux Girondins de Bordeaux, vainqueur de la Coupe de France 2013, 2 buts à 1, à Libreville au stade de l'Amitié sino-gabonaise. Il s'agit du troisième trophée du club francilien dans cette compétition.
- 10 août : ouverture du championnat de France de Ligue 1 édition 2013-2014.
- 17 août : ouverture du championnat d'Espagne, édition 2013-2014. Le FC Barcelone prend la tête du classement à la suite de sa victoire 7 à 0 sur Levante.
- 21 août : l'Atlético Madrid et le FC Barcelone font match nul 1 à 1 lors du match aller de la Supercoupe d'Espagne 2013 au Stade Vicente Calderón.
- 28 août : le FC Barcelone remporte sa onzième Supercoupe d'Espagne grâce au but à l'extérieur après avoir fait match nul 0 à 0 face à l'Atlético Madrid au Camp Nou lors du match retour.
- 30 août : A l'Eden Aréna de Prague, le Bayern Munich parvient à remporter aux tirs au but, la Supercoupe d'Europe face à Chelsea.

### Septembre
- 1er septembre : après de très longues négociations, le Real Madrid conclut le transfert du footballeur gallois Gareth Bale. L"indemnité de transfert versée à Tottenham est comprise entre 91 et 100 millions d'euros[60].

### Octobre
- 13 octobre : Grande fête des 100 ans du SM Caen[61] avec un match de gala face au Milan AC remporté par le club caennais 3 à 0.

### Novembre
- 2 novembre : au Orlando Stadium les Sud-Africains des Orlando Pirates et les Égyptiens d'Al Ahly SC ne peuvent faire mieux qu'un match nul 1 à 1 lors de la finale aller de Ligue des champions de la CAF
- 10 novembre :  les Égyptiens d'Al Ahly SC battant les Orlando Pirates 2 à 0 lors de la finale retour de la Ligue des champions de la CAF et remporte leur 8e titre dans cette compétition.
- 14 novembre : Cruzeiro décroche le 3e titre de Champion du Brésil de son histoire.
- 15 novembre :
  - l'Ukraine bat la France 2 à 0 lors du match aller des barrages pour la Coupe du monde 2014[62].
  - Grâce à un but de la star Cristiano Ronaldo le Portugal s'impose 1 à 0 face à la Suède en barrages aller pour la coupe du monde.
- 17 novembre:
  - 100 ans du SM Caen
- 19 novembre
  - Au Stade de France, l'équipe de France parvient à se qualifier pour la Coupe du monde 2014 qui se déroulera au Brésil en gagnant 3 à 0 face à l'Ukraine. Les buts sont inscrits par Mamadou Sakho (22e, 72e) et Karim Benzema (34e)[63]
  - Cristiano Ronaldo qualifie à lui seul le Portugal pour le Mondial 2014 au Brésil marquant tous les buts de son équipe pour une victoire 3 à 2 en barrage retour face à la Suède de Zlatan Ibrahimović qui lui aussi marque les deux buts de son équipe.

### Décembre
- 2 décembre : L'entraîneur Pepe Mel est limogé de son poste au Betis Séville où il est remplacé par Juan Carlos Garrido.
- 21 décembre : Le Bayern Munich remporte la Coupe du monde des clubs  qui se déroule au Maroc en battant en finale les marocains du Raja de Casablanca 2 à 0. Les Brésiliens de l'Atlético Mineiro termine 3e en battant les chinois de Guangzhou Evergrande.

## Principaux champions nationaux 2012-2013
- Afrique du Sud : Kaizer Chiefs
- Allemagne : Bayern Munich
- Algérie : Entente sportive de Sétif
- Angleterre : Manchester United
- Argentine :  Vélez Sarsfield
- Autriche : Austria Vienne
- Belgique : RSC Anderlecht
- Brésil : Cruzeiro
- Chine : Guangzhou Evergrande
- Chypre : APOEL Nicosie
- Danemark: FC Copenhague
- Écosse : Celtic Football Club
- Espagne : FC Barcelone
- - États-Unis et Canada : Sporting Kansas City
- France : Paris Saint-Germain
- Grèce : Olympiakos
- Italie : Juventus de Turin
- Japon : Sanfrecce Hiroshima
- Maroc : Raja Club Athletic
- Pays-Bas : Ajax Amsterdam
- Portugal : FC Porto
- Russie : CSKA Moscou
- Sénégal : Diambars FC
- Suisse : FC Bâle
- Tunisie : Club sportif sfaxien
- Turquie : Galatasaray
- Ukraine : Chakhtar Donetsk

## Principaux décès
- Bruno Metsu, entraîneur français.
- Bert Trautmann, footballeur allemand.
- Nílton Santos, footballeur brésilien.
- Djalma Santos, footballeur brésilien.
- Jean Vincent, footballeur puis entraîneur français.
- Gilmar, footballeur brésilien.